# Эд Великий (герцог Аквитании)
Эд Великий (фр. Eudes, Eudo, Odo; 650-е/660-е — 735) — герцог (принцепс) Аквитании и Васконии, взошедший на престол не ранее 674 и не позднее 700 года. Прославился участием в исторической битве при Пуатье. Его владения включали юго-западную часть Галлии от Луары до Пиренеев со столицей в Тулузе. Эд стал первым правителем Аквитании, сумевшим добиться независимости своих владений от Франкского королевства, однако ряд поражений, нанесённых ему майордомом Карлом Мартеллом, а также маврами, заставил его вновь признать над собой верховную власть франков.

## Происхождение
Происхождение Эда точно не установлено. По одной из версий, его отцом был герцог Боггис (Бодегизель), которому на основании так называемой «Хартии Алаона», составленной 21 января 845 года в Компьене, приписывали происхождение от короля Аквитании Хариберта II. Согласно этому документу, король Хариберт женился на Гизеле, наследнице герцога Васконии Арно (Аманда), и от этого брака родились три сына: Хильперик, Боггис и Бертран. После смерти Хариберта, а затем и Хильперика, король Дагоберт I передал герцогство Аквитания Боггису и Бертрану, после которых Аквитанию унаследовал сын Боггиса, Эд. Однако большинство историков считают «Хартию Алаона» позднейшей подделкой и сомневаются в существовании младших сыновей у Хариберта. По другой версии, Эд является сыном герцога Аквитании и Васконии Лупа I, которому Эд, вероятно, наследовал. Однако документов, подтверждающих эту версию, не существует, а сама версия основана на реконструкции на данных ономастики.
О происхождении Эда от герцога Боггиса упоминается и в восходящих к XI веку преданиях о святом Губерте. Согласно им, Эд был младшим братом Губерта. Когда тот пожелал принять сан священника и отказаться от светской жизни, Эд стал наследником престола Аквитании и впоследствии наследовал своему отцу.

## Владения Эда
В наследство от предшественников Эду достались 2 герцогства: Аквитания и Васкония. В итоге в его руках оказались огромные владения, занимавшие большую часть современной Юго-Западной Франции и часть современной северной Испании.

### Герцогство Аквитания
Уже предшественник Эда, герцог Луп I, значительно расширил территорию герцогства, воспользовавшись междоусобицами во Франкском королевстве в 673—676 годах. Кроме того при Лупе герцогство фактически стало независимым, хотя формально подчинялось королям Нейстрии.
В состав герцогства Аквитания, доставшегося Эду, входили исторические провинции Аквитания, Пуату, Лимузен, Овернь, а также часть Лангедока (территория позднейшего графства Тулуза). Северная и восточная граница его владений пролегала в основном по реке Луара, к северу от которой располагалось франкское королевство Нейстрия, на востоке — королевство Бургундия. Столицей герцогства был город Тулуза.
Точно не установлено, какие именно графства существовали на территории Аквитании в это время. Однако они были. Во время похода арабов под командой Абд ар-Рахмана в Аквитанию в 732 году в сообщениях арабских хронистов упоминается граф в районе Либурна, пытавшийся организовать отпор арабской армии, но попавший в плен и казнённый. В 650 году упоминается граф Альби, при одном из преемников Эда, Вайфаре, упоминаются графы Пуатье, Буржа и Ангулема. Также в Аквитании в это время существовало много монастырей, а также несколько епископств. Так, упоминаются архиепископства Бурж и Бордо, а также епископства Овернь, Родез, Ажан, Ангулем, Перигор и Кагор.

### Герцогство Васкония
Герцогство Васкония попало в зависимость от герцогов Аквитании ещё в середине VII века. В состав герцогства входила бывшая римская провинция Аквитания Новемпопулана (будущая Гасконь), включавшая долины рек Гаронна и Адур, населённая предками гасконцев, а также Пиренейский регион, населённый васконами (предками басков), позже составивший ядро королевства Памплона (Наварра). Северная граница герцогства проходила по реке Гаронна, на востоке располагалась Септимания, входившая в состав Вестготского королевства.
Воинственные и свободолюбивые васконы с конца VI века представляли угрозу для франкского королевства, периодически восставая против власти франков. Неизвестно, насколько велика была власть Эда в этом регионе, однако о крупных восстаниях против правителей Васконии этого времени в источниках не сообщается.

## Начало правления и обретение независимости
Точно неизвестно, когда Эд стал герцогом. Историки предполагают, что это могло произойти между 674 (последнее упоминание в документах герцога Лупа I) и 700 годом (первое достоверное упоминание Эда как герцога Аквитании).
В 715 году Эд воспользовался междоусобицами во Франкском королевстве и объявил себя независимым правителем, приняв титул «принцепс Аквитании» (лат. Aquitaniae princeps). В 718 году его призвали на помощь король Нейстрии Хильперик II и его майордом Рагенфред, которые после разгрома в битве около Венси искали союзников для продолжения борьбы против майордома Австразии Карла Мартела. В обмен на помощь, Эду, вероятно, было предложено признание его титула и независимости. Эд собрал армию и соединился с армией Хильперика и Рагенфреда. Соединившись, войска феодалов выступили в направлении Австразии, однако 14 октября 719 года они были разбиты в битве при Суассоне. Рагенфред бежал в Анжер, а Эд отошёл за Луару, увезя с собой короля Хильперика и его казну.
Смерть короля Австразии Хлотаря IV в том же 719 году поставила Карла Мартела в сложное положение, поскольку майордому для легитимизации своей власти необходим был законный король из рода Меровингов, каковым мог стать только пленённый аквитанцами Хильперик. Карл был вынужден отправить для переговоров к Эду в Тулузу реймсского архиепископа Милона. Переговоры длились долго, и только в 720/721 году Эд внял уговорам Милона, согласившись вернуть Карлу короля Хильперика II вместе с захваченными королевскими богатствами и заключить с майордомом Австразии мир. По этому договору Карл признавал Хильперика единственным королём, а герцога Эда — независимым правителем Аквитании.

## Борьба с арабами

### Битва при Тулузе
В это время на юге франкского королевства возникла новая угроза — арабы, которые к 714 году захватили почти весь Пиренейский полуостров и уничтожили при этом Королевство вестготов, перешли через Пиренеи и вторглись в Септиманию. В 719 году арабская армия под командованием недавно назначенного вали Аль-Андалуса Аль-Самх ибн Малика захватили Нарбонну. После этого арабы вторглись во владения Эда. В 721 году армия аль-Самха осадила Тулузу. Эд двинулся на помощь осаждённому городу. Герцог не располагал достаточными силами, чтобы встретиться с вражеской армией в открытом сражении, однако ему удалось захватить врасплох арабскую армию. 9 июня 721 года он разбил противника, причём вали был смертельно ранен, после чего остатки его армии бежали, сняв осаду города. Эта победа получила широкий общественный резонанс. Официальная хроника римских пап Liber pontificalis торжествовала по поводу уничтожения 375 000 сарацин (цифра совершенно фантастическая), а папа Григорий II направил Эду поздравительное послание и подарки в честь этой победы. Кроме того, победа укрепила независимость Эда и на время остановила движение арабов на север. В 725 и 726 годах герцог Аквитании дважды разбивал армию нового вали, Анбасы ибн Сухайм аль-Калби, причём сам вали в 725 году был убит стрелой при переправе через Рону. Однако Эд не смог помешать арабам захватить в 725 году Ним и Каркассон.

### Союз с Мунузой и разграбление Буржа Карлом Мартелом
Остановив продвижение арабов, Эд, тем не менее, оставался в сложном положении, поскольку его владения граничили с завоёванными арабами землями. Наместником вали в этих землях, называемых арабами «восточным пограничьем» (Сердань, Нарбонна, Септимания), был назначен Утман ибн Наисса, которого франки называли Мунуза. Согласно народному преданию, упоминаемому в «Хронике Альфонсо III Великого», Мунуза, берберский вождь, был одним из четырёх мусульманских военачальников, первыми вступивших в Испанию во время арабского завоевания. В ходе одного из набегов в Аквитанию Мунуза захватил Лампагию, дочь Эда. Красота девушки так поразила Мунузу, что он женился на ней. Благодаря этому браку Мунуза сблизился с отцом жены, герцогом Эдом.
Мунуза, недовольный тем, что на место вали Аль-Андалуса в 730 году вместо смещённого аль-Хайтана ибн Убейды аль-Келаби был назначен Абд ар-Рахман ибн Абдаллах, а не он сам, нуждался в могущественном союзнике. Эд хотел обезопасить свои владения от набегов арабов. В итоге в 730/731 году между двумя правителями был заключён союз, одним из условий которого было оказание Эдом помощи Мунузе в подготавливаемом восстании против вали Абд ар-Рахмана.
Одновременно у Эда начались разногласия с Карлом Мартелом, который хотел подчинить своей власти отпавшие от королевства франков владения. Карл обвинил Эда в измене, заявив, что тот является «союзником неверных». Пользуясь этим надуманным предлогом, он в 731 году совершил два похода в Аквитанию. При этом он дважды захватывал и разорял Бурж, прельщённый богатой добычей. Вторжения Мартелла в его владения разъярили Эда. Обезопасив тылы от арабов, он смог собрать силы, выступить против Карла Мартела и отбить Бурж.

### Восстание Мунузы
В 731 году Мунуза открыто выступил против Абд ар-Рахмана, однако восстание окончилось неудачей. Абд ар-Рахман воспользовался мятежом Мунузы для того, чтобы собрать огромную армию. Часть её под командованием Гехди ибн Зийи он направил против Мунузы, запершегося в своей столице Аль-Бабе. Мунуза был застигнут врасплох и оказался не готов к отражению нападения, а Эд, занятый борьбой с Карлом Мартелом, не смог прийти на помощь союзнику. В итоге Мунуза был убит, а его жена Лампагия оказалась захвачена в плен и отправлена к Абд ар-Рахману, который, очарованный красотой пленницы, отправил её в качестве подарка в Дамаск халифу Хишаму ибн Абд аль-Малику, взявшему Лампагию в свой гарем.

### Поход Абд ар-Рахмана в Аквитанию и битва при Бордо
После разгрома Мунузы Абд ар-Рахман решил расправиться с его союзником, Эдом Аквитанским. Имея в своём распоряжении огромную армию и став полновластным правителем Аль-Андалуса, он рассчитывал продолжить завоевания, начатые его предшественниками. Он разделил армию на две части. Одна армия вторглась из Септимании и дошла до Роны, захватив и разграбив Альбижуа, Руэрг, Жеводан и Веле. Легенды и хроники говорят также о разрушении маврами Отёна и осаде Санса. Но в отличие от своих предшественников, которые нападали на Франкское государство с востока, Абд ар-Рахман нанёс основной удар с запада. Пройдя Пиренеи через Ронсевальский перевал, он вначале подавил сопротивление баскских горцев, застав их врасплох. Далее он двинулся по старой римской дороге в направлении Бордо. По дороге он опустошил провинции Бигорр, Комменж и Лабур, разрушил епископские города Олорон и Лескар, а также захватил Байону. Затем были разрушены Ош, Дакс и Эр-сюр-Адур, сожжены аббатства Сен-Север и Сен-Савен. Герцог Эд пытался сдержать наступление арабов, однако потерпел несколько поражений и был вынужден отступать. В итоге армия Абд ар-Рахмана осадила Бордо. Неподалёку от города на левом берегу реки Гаронна или Дордони состоялась битва при Бордо. Эд сосредоточил свои силы на правом берегу реки, наспех собрав в свою армию всех, кого смог навербовать. Однако войску Абд ар-Рахмана удалось переправиться через реку, пройти вверх по течению реки и захватить Ажан. Эд отважно бросился на врага, но его плохо организованная армия ничего не смогла противопоставить арабам и, не выдержав лобового удара, бросилась бежать, увлекая с собой Эда. По сообщению Мосарабской хроники, в бою пало множество аквитанцев. Сам Эд смог спастись, но разгром был полный. В Мосарабской хронике говорилось: лат. Solus Deus numerum morientium vel pereuntium recognoscat («Один Бог знает счёт убитым»). Больше никто не мог задержать продвижение арабов на север.
Однако армия Абд-аль-Рахмана задержалась в окрестностях Бордо, чтобы разграбить окрестности. Сам город был захвачен и разорён, его окрестности полностью опустошены. Только после этого Абд ар-Рахман двинулся дальше. Переправившись через Дордонь, арабская армия двинулась по направлению к городу Тур. Целью Абд ар-Рахмана было, скорее всего, знаменитое аббатство Сен-Мартен-де-Тур. По дороге были опустошены окрестности Перигё, Сента и Ангулема, а сами города захвачены. После этого армия мавров переправилась через реку Шаранту.

### Битва при Пуатье
Бежав из-под Бордо, Эд направился к Луаре. Возможности собрать новую армию у него не было, поэтому Эду осталось только одно: обратиться за помощью к своему недавнему врагу — майордому Карлу Мартелу. Собрав остатки армии, Эд направился в Париж, где в это время находился Карл. Прибыв в город, Эд смог убедить Карла, занятого в это время борьбой с германскими племенами, совместно выступить против арабов.
По-видимому, надвигавшаяся грозная опасность на время прекратила многочисленные раздоры и усобицы, как среди самих франков, так и между франками и другими германскими племенами. Ради отражения арабской угрозы Карл остановил войну, которую он проводил против германцев. Ему удалось за короткое время собрать большое войско, в состав которого вошли, кроме франков, и некоторые другие германские племена: алеманны, баварцы, саксы, фризы. С большой армией Карл двинулся наперерез войску мавров, которое тем временем достигло Пуатье, сжигая всё на своём пути. Около города арабы разграбили и разрушили аббатство Сен-Илэр, однако сам город осаждать не стали, обогнув его и двинувшись дальше в сторону Тура.
Армии встретились между Туром и Пуатье. Ни точное место, ни дата сражения до сих пор историками однозначно не установлены. Историки высказывают много версий, касающихся места проведения битвы, помещая её в разные места между Пуатье и Туром. Также называются разные даты битвы — от октября 732 года до октября 733 года, однако по превалирующей в настоящий момент версии битву относят именно к октябрю 732 года. Эта битва вошла в историю как битва при Пуатье (или битва при Туре). Итогом этой битвы стал разгром арабской армии и гибель Абд ар-Рахмана. Остатки арабской армии воспользовались наступившей ночью и обратились в бегство. «Хроника Сен-Дени» свидетельствует: «…Герцог Аквитании Эд, приведший во Францию народ сарацин, этот сверхъестественный бич, действовал так, что примирился с государем Карлом и впоследствии убил всех сарацин, уцелевших в этой битве, которых мог достать…», что может говорить о том, что герцог Эд с аквитанцами выступил для преследования беглецов. В то же время «Мосарабская хроника» рассказывает: «И поскольку эти народы вовсе не озаботились о погоне, они ушли, нагруженные добычей, и с торжеством вернулись в своё отечество». Это же отмечает и «Хроника Сен-Дени»: «Он [Карл Мартел] взял все шатры врагов и всё их снаряжение и завладел всем, что у них было». На основании этих и других свидетельств историки предполагают, что вслед отступающим маврам выступил один герцог Аквитании, в то время как Карл Мартел остался на поле битвы собирать оставленную мусульманами добычу. Разделив захваченную добычу, Карл Мартел с почётом вернулся домой.
Эта победа франков остановила продвижение арабов в Западную Европу, а Карл Мартел был единодушно признан борцом за христианство и правителем всей Галлии. Однако окончательно арабская угроза устранена не была и Карлу пришлось совершить ещё несколько походов, чтобы выбить арабов из Прованса и Бургундии.
После битвы при Пуатье Эд был вынужден подчиняться Карлу Мартелу. О последних годах жизни герцога Эда практически ничего не известно. Незадолго до смерти (около 734 года) он сумел ещё раз разбить мавров в ущельях Пиренеев. Эд умер в 735 году и был похоронен в монастыре Сен-Мари д’Аларкон. Герцогство Аквитания было разделено между его сыновьями, Гунальдом и Гаттоном.